# Grodzisko (archeologia)

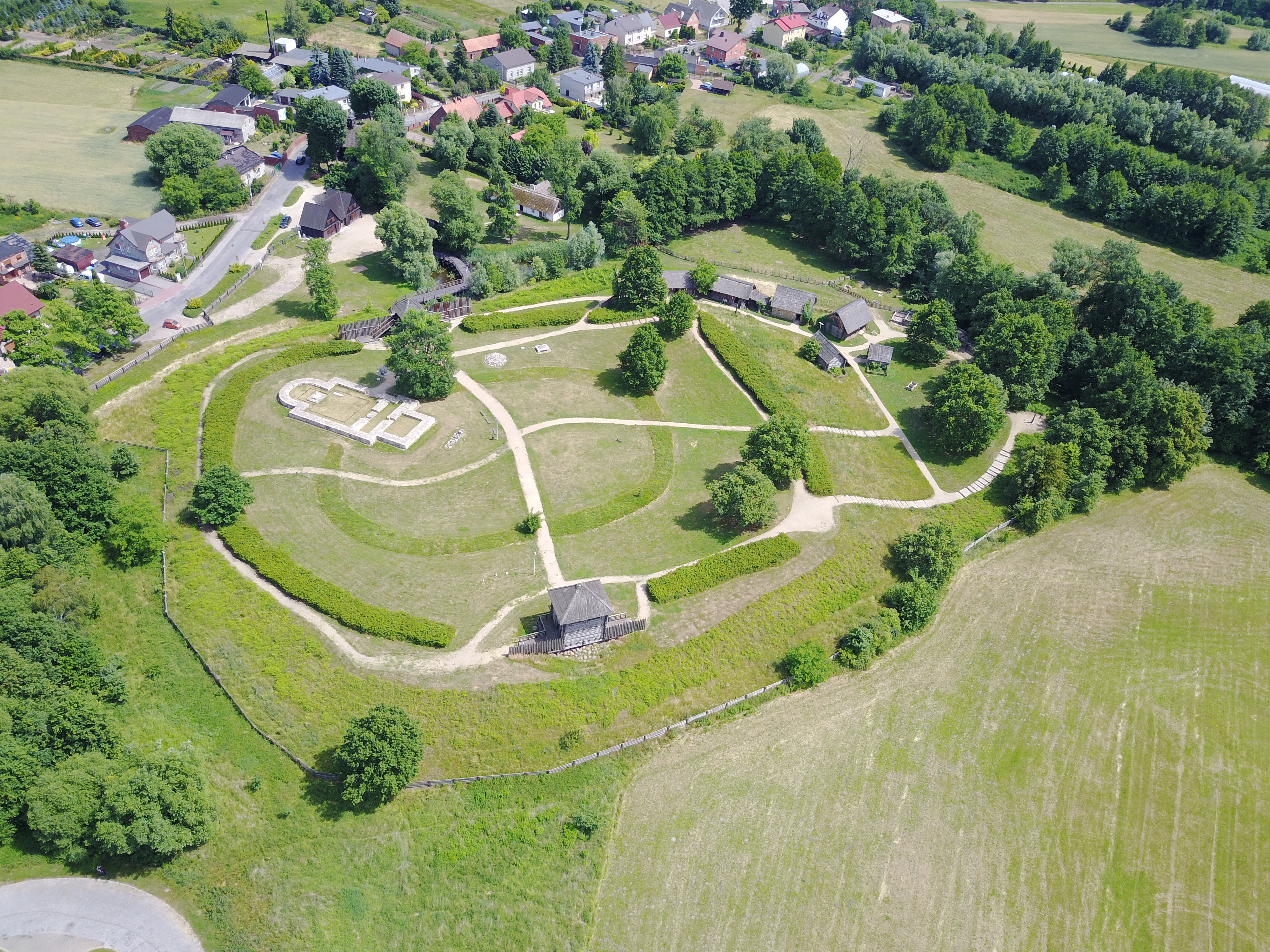
Grodzisko na Zawodziu w Kaliszu, widok z lotu ptaka (2019)

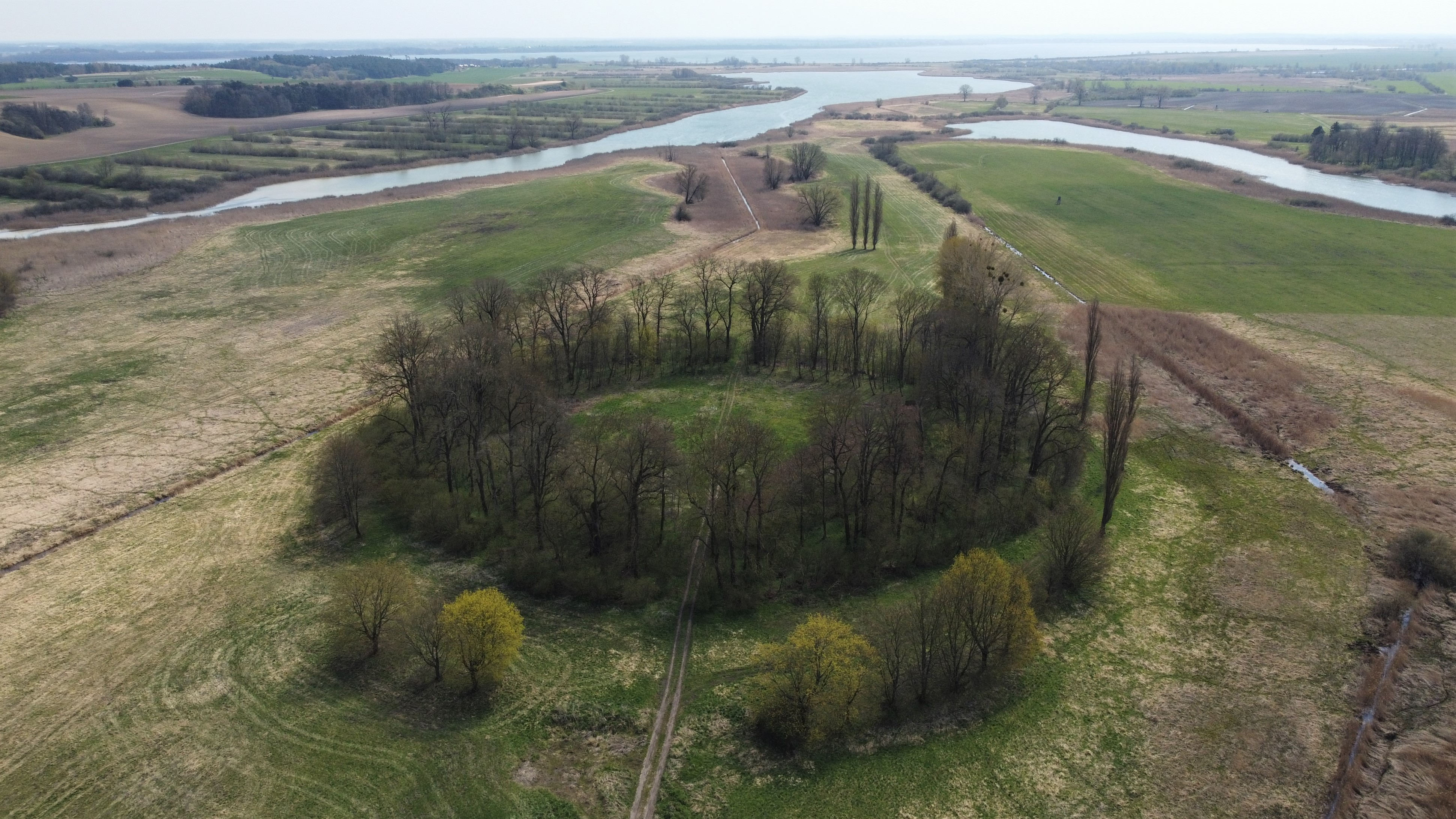
Grodzisko w Kołbaczu (2021)

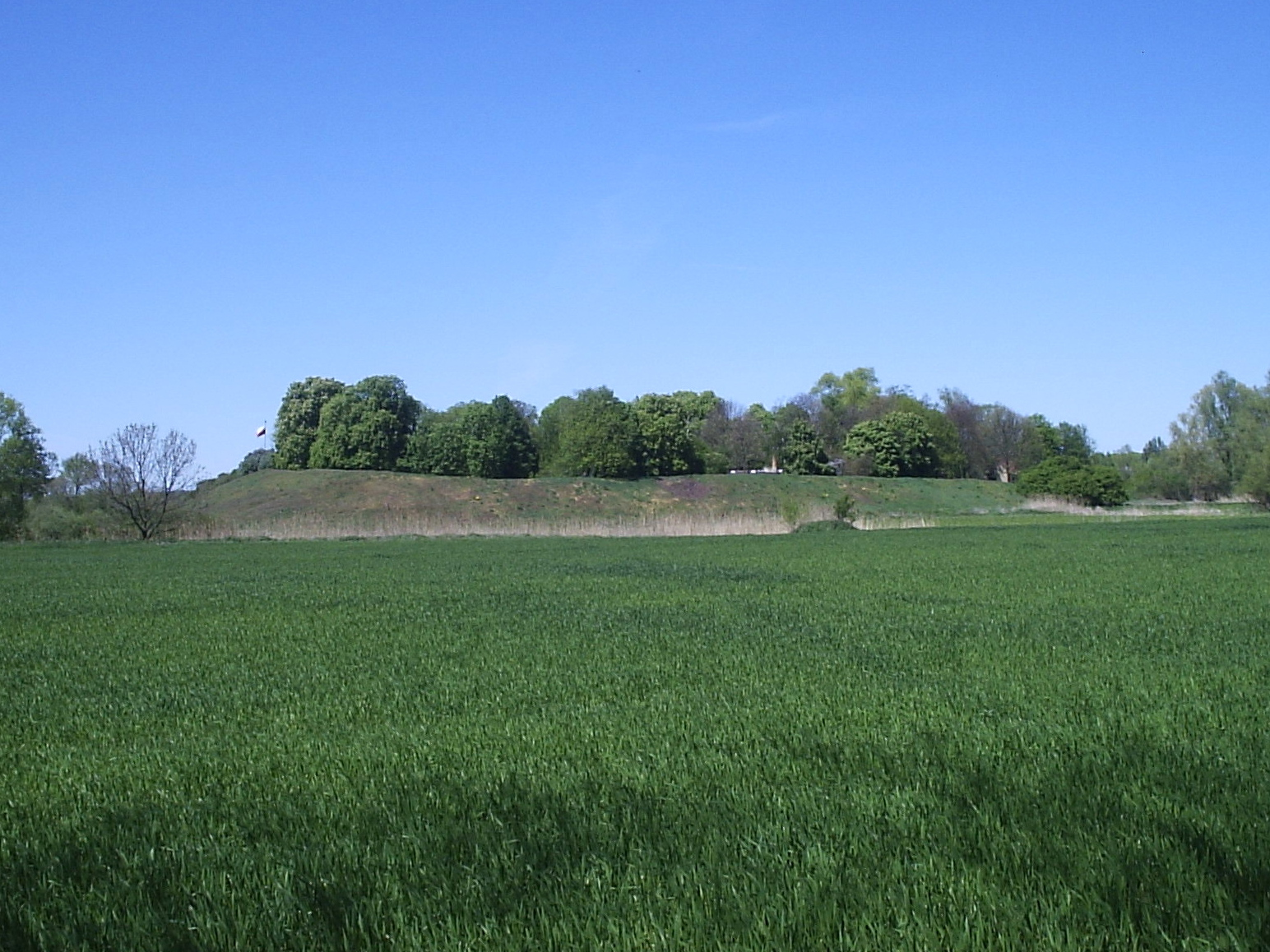
Grodzisko w Gieczu (2007)

Grodzisko, grodziszcze, horodyszcze – pozostałość po grodzie albo osadzie obronnej w postaci kolistego (w podstawie) lub wielobocznego wzniesienia, zazwyczaj z zachowanymi śladami wałów drewniano-ziemnych. Na terenie dzisiejszej Polski grody budowane były w dwóch okresach: w późnej epoce brązu i wczesnej epoce żelaza, czyli w czasach kultury łużyckiej (znanych jest ok. 70) oraz w okresie wczesnego średniowiecza, tj. od VII–XIII w. n.e (odkryto ok. 2400 takich obiektów). 
Na terenie Polski zachowało się około 2500 grodzisk. Większość (ok. 1730) poddana jest ochronie prawnej na mocy wpisu do rejestru zabytków, jednak wiele niszczonych jest systematyczną orką, wybieraniem piasku. Grodziska wyróżniają się w terenie w formie widocznego do dziś obrysu wałów lub fosy, albo nasypu w postaci stożka. W większości są wyłączone spod użytku rolnego lub ich powierzchnia jest zalesiona.
Lokalnie często określane są jako okopy, kopce, góry (np. lisie góry, szwedzkie góry) lub szańce (np. stare szańce, szwedzki szaniec), co zwykle błędnie wiąże ich funkcjonowanie z okresem późniejszym (np. potopem szwedzkim).
Grodziska wyróżniają się specyficzną florą, gdyż występują na nich często gatunki, które były uprawiane przed wiekami, tzw. relikty dawnych upraw.